# Arthur Ochs Sulzberger Jr.
Arthur Ochs Sulzberger Jr. (Mount Kisco, Estat de Nova York, 22 de setembre de 1951) és un periodista i editor de diaris nord-americà.
Després de la mort del seu pare, l'editor periodístic Arthur Ochs Sulzberger, el 2012, el succeí com a president i director executiu al capdavant del diari. Ha estat el president de 'The New York Times Company' des del 1997 al 2020 i l'editor del diari The New York Times des del 1992 fins al 2018.

## Trajectòria
Net d'Arthur Hays Sulzberger i besnet d'Adolph Ochs, Sulzberger es va graduar a la Browning School de Nova York. El 1974, es llicencià en ciències polítiques per la Universitat Tufts. Fou periodista del Raleigh Times a Carolina del Nord del 1974 al 1976 i corresponsal a Londres per a l'Associated Press al Regne Unit del 1976 al 1978. S'uní a The New York Times el 1978 com a corresponsal a l'oficina de Washington, D.C.. I es va traslladar a Nova York com a reporter el 1981, sent nomenat redactor assistent aquell mateix any. L'any 1985 es graduà al programa de desenvolupament de gestió de la Harvard Business School. Des del 1983 fins al 1987, Sulzberger va treballar en diversos departaments empresarials de, inclosa la producció i la planificació corporativa. El gener de 1987, Sulzberger va ser nomenat editor assistent, i un any després editor adjunt, supervisant els departaments de notícies i negocis. Participà en la planificació de les instal·lacions de distribució i impressió en color automatitzades del Times a Edison, Nova Jersey, i a College Point, Queens, Nova York, així com en la creació del diari en color de sis seccions.
Sulzberger es va convertir en l'editor del The New York Times el 1992, i president de 'The New York Times Company' el 1997, succeint al seu pare, Arthur Ochs Sulzberger. El 14 de desembre de 2017, va anunciar que cediria el càrrec d'editor al seu fill, A. G. Sulzberger, a partir de l'1 de gener de 2018. Sulzberger va romandre president del consell del Times fins al 31 de desembre de 2020, quan també va traspassar aquesta responsabilitat al seu fill.

## Reconeixements
- 1996 - Premi Light on the Hill de la Universitat Tufts, Massachusetts.[8]
- 2006 - SUNY New Paltz, Nova York, va atorgar el doctorat honoris causa de cartes humanes a Arthur Sulzberger Jr., president i editor del The New York Times.[9]
- 2012 - Premi Literari del Premi Nacional del Llibre al servei destacat a la comunitat literària nord-americana
- 2017 - Premi CUNY School of Journalism Achievement Journalistic als 10è Premis Anuals a l'Excel·lència en Periodisme, Nova York.

## Activisme
Sulzberger es va oposar a la guerra del Vietnam i fou arrestat en manifestacions de protesta dels anys setanta.

## Vida personal
Sulzberger es va casar amb Gail Gregg el 1975 i la parella es va divorciar el 2008. [17] [18] La parella té dos fills, Arthur Gregg Sulzberger i Annie Sulzberger. El 2014 es tornà a casar, amb Gabrielle Greene, i la parella es divorcià el 2020.